# انگبورگ اشمیتس
انگبورگ اشمیتس (آلمانی: Ingeborg Schmitz؛ زادهٔ ۲۲ آوریل ۱۹۲۲) شناگر اهل آلمان است.